# Kentengsari (Candiroto)
Kentengsari is een bestuurslaag in het regentschap Temanggung van de provincie Midden-Java, Indonesië. Kentengsari telt 4032 inwoners (volkstelling 2010).